# Ljig
Ljig (in serbo Љиг?) è una città e una municipalità del distretto di Kolubara nel nord della Serbia centrale che conta 3 000 residenti. In tutto il municipio la città conta ben 14 629 cittadini.

## Comune
Ljig è il centro economico e culturale del comune con una scuola primaria fondata nel 1907, una biblioteca pubblica con un cinema, una scuola superiore, un ufficio postale e un centro medico.
Gli altri paesi del comune di Ljig sono: Ivanovci, Kozelj, Lalinci, Velisevac, Babajic, Ba, Kalanjevci, Kadina Luka, Jajcic, Liplje, Moravci, Stavica, Gukos, Milavac, Brancic, Poljanice, Latkovic, Slavkovica, Paleznica, Belanovica, Bosljanovic, Donji Banjani, Dici, Cvetanovci, Zivkovci e Sutci.

## Storia
La storia della città di Ljig inizia a partire dal 1911 quando nei dintorni vi fu costruita una ferrovia, precisamente tra i paesi di Lajkovac e Gornji Milanovac. Vicino alla città si trovano i resti di un monastero di nome Vavedenje dove furono ritrovati dei sarcofaghi con possibile datazione al XV secolo. Il monastero molto probabilmente in passato appartenne a Stefan III Branković e a Đurađ Branković.
Altri riferimenti a Ljig si hanno nel XVI secolo ove si parlerebbe del fiume Ljig che aveva origine vicino al villaggio di Ba e che fluiva vicino a Valjevo.
Durante la prima guerra mondiale la Battaglia di Kolubara si combatté nei pressi di Ljig che la rese nota durante quel periodo in tutta la Serbia nel campo militare. Un monumento in onore di quella battaglia fu eretto sul Monte Rajac.